# Quixeré (ort)
Quixeré är en ort i Brasilien.   Den ligger i kommunen Quixeré och delstaten Ceará, i den östra delen av landet, 1 600 km nordost om huvudstaden Brasília. Quixeré ligger 31 meter över havet och antalet invånare är 11 258.
Terrängen runt Quixeré är platt. Närmaste större samhälle är Russas, 14,9 km norr om Quixeré.
Omgivningarna runt Quixeré är huvudsakligen savann. Runt Quixeré är det ganska glesbefolkat, med 42 invånare per kvadratkilometer.